# مشاهير

لوحة مشاهير العالم

مشاهير جمع مشهور، ويوصف أيضًا بأنه نجم؛ وهو الشخص المعروف لكثير من الناس، ويتميز بشهرة أو سمعة في نطاق محلي أو نطاق عالمي، وينال اهتمام وسائل الإعلام، أو يتداول شأنه مستخدمو خدمات الشبكات الاجتماعية.

## أسباب الشهرة
غالباً يكون سبب الشهرة هو العمل في مجالات الفنون، الإعلام، الرياضة، السياسة، أو العلوم. وقد يكون سببها عمل ملفت لانتباه الناس، أو ظهور الشخص في أي حدث يثير اهتمامهم.

## مدى الشهرة
يمكن تقسيم المشاهير إلى فئتين أو مستويين من الشهرة: شهرة قصيرة المدى وشهرة طويلة المدى أو دائمة. القصيرة ترتبط بحدث أو أحداث معينة، وتزول بعد زوالها. والطويلة أو الدائمة تأتي مع إصدار أعمال في مجال معين (أو أكثر) وتدوم بدوام الأعمال في ذاكرة الناس.
التصوّر بأنّ الشهرة الحديثة نظام مفتوح، حيث يلج الأشخاص وضع المشاهير ويغادرونه باستمرار، هو تصوّر يناقض المفهوم التقليدي في التدرّج الاجتماعي الذي يصوّر تسلسلات هَرَمِيّة مستقرّة تدعمها القوى التقليدية، كالبنية الاجتماعية والميزة التراكمية. وقد لاحظ باحثون أنّه في أسفل هَرَمِيّة اهتمام الجمهور يحدث التقلّب في شهرة الأشخاص؛ بينما في أعلاه تدوم المتابعة الإعلامية بمستوى ثابت لعقود. واستنتجوا أنه بعد انفصال اسم الشخص عن الحدث الأولي الذي جذب الاهتمام، فإن مما يديم شهرته وجود التعزيز الذاتي والتكوين العملي لديه، ثم الممارسات التذكارية.

## معرض صور لبعض المشاهير

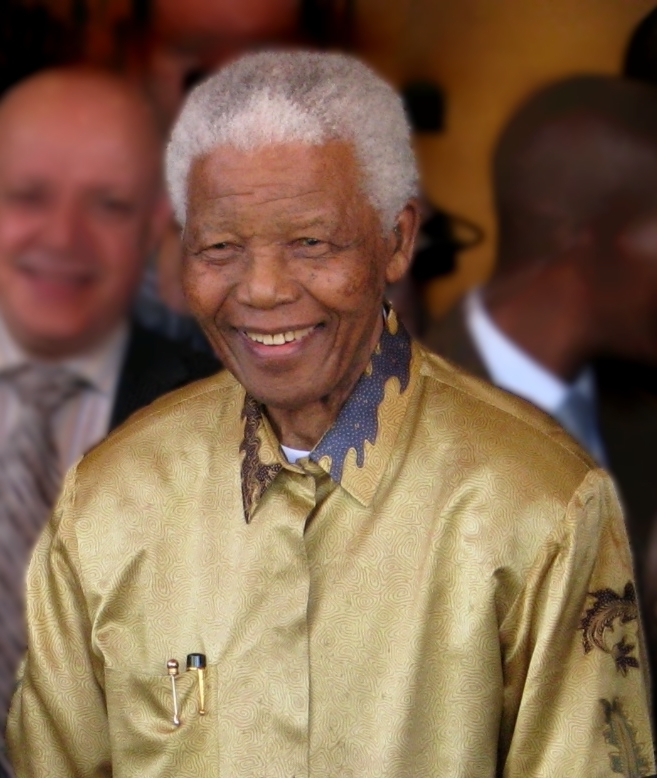
نيلسون مانديلا - 2008 من مشاهير السياسة
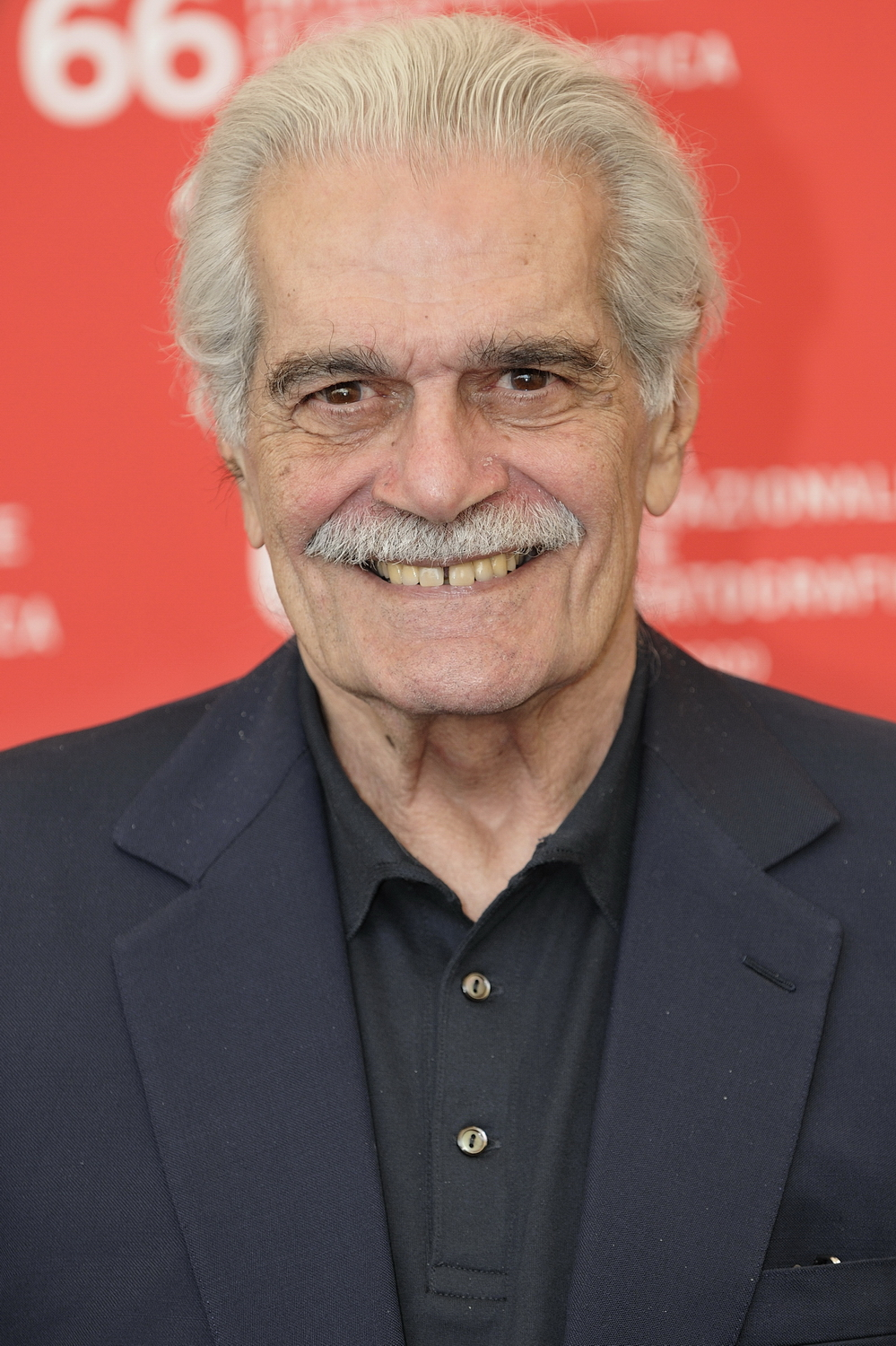
عمر الشريف - 2009 من مشاهير التمثيل
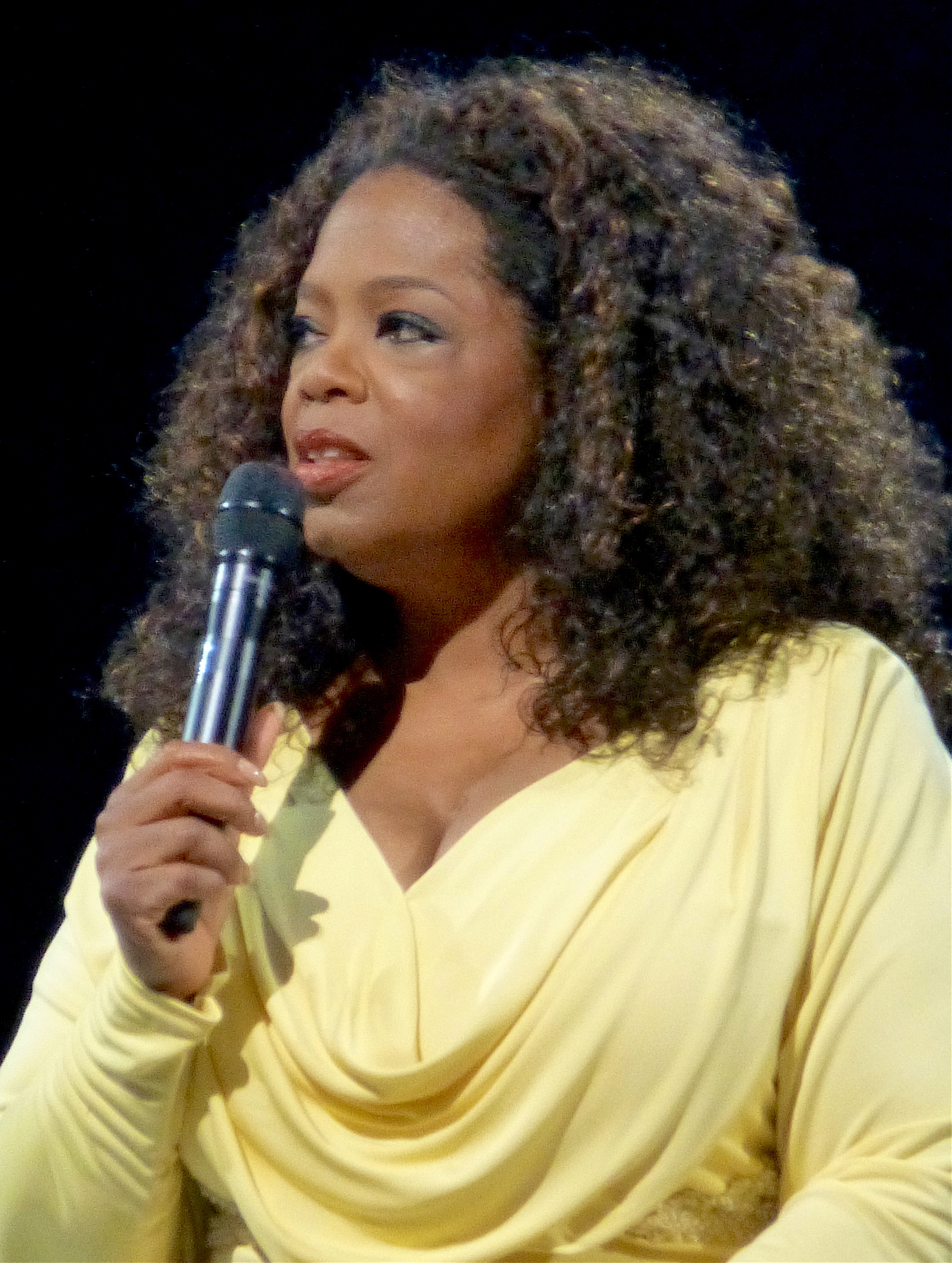
أوبرا وينفري - 2014 من مشاهير الإعلام
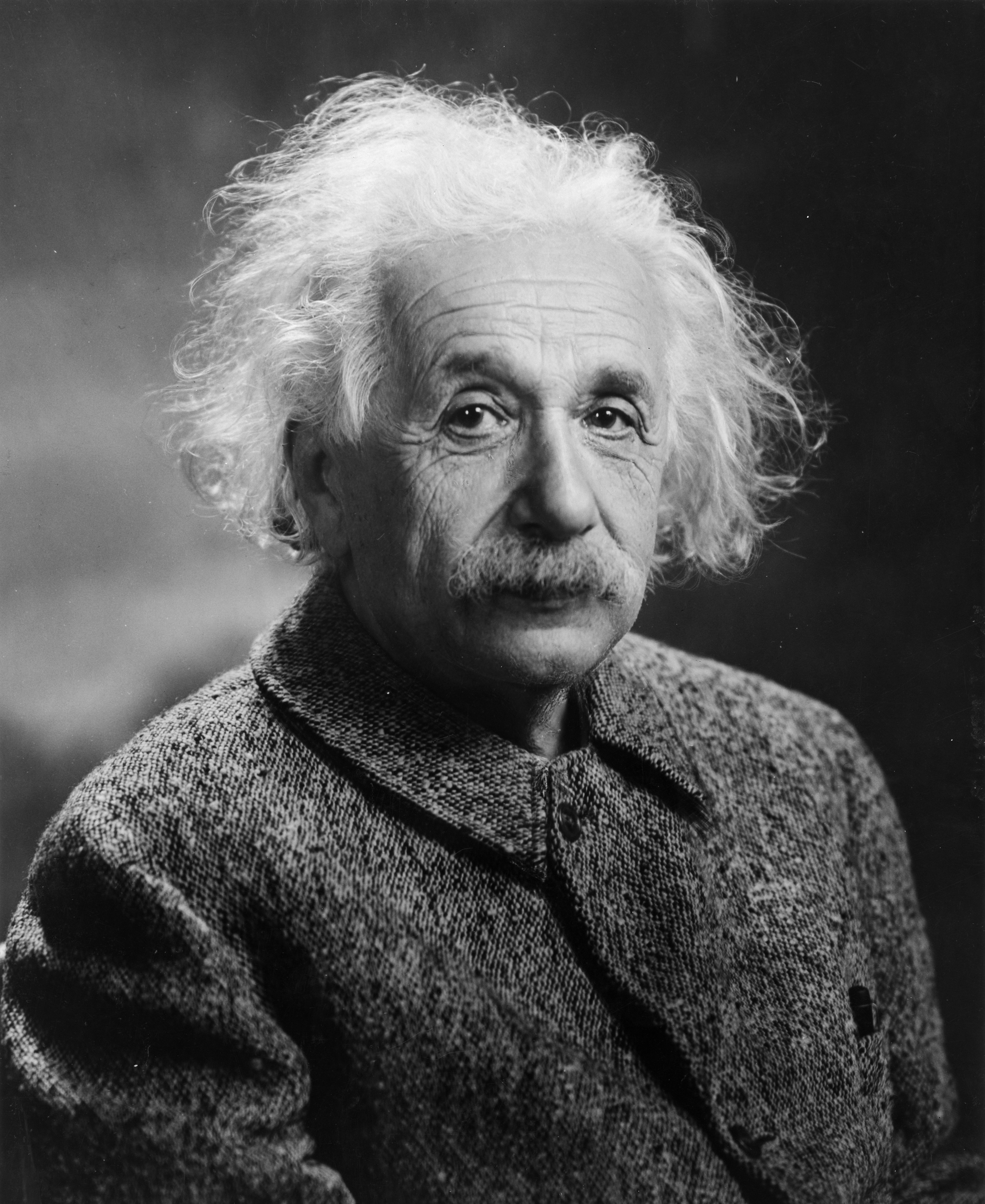
ألبرت آينشتاين - 1947 من مشاهير العلوم
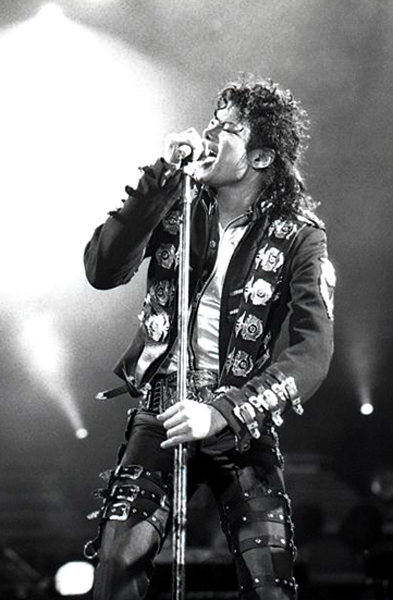
مايكل جاكسون - 1992 من مشاهير الموسيقى
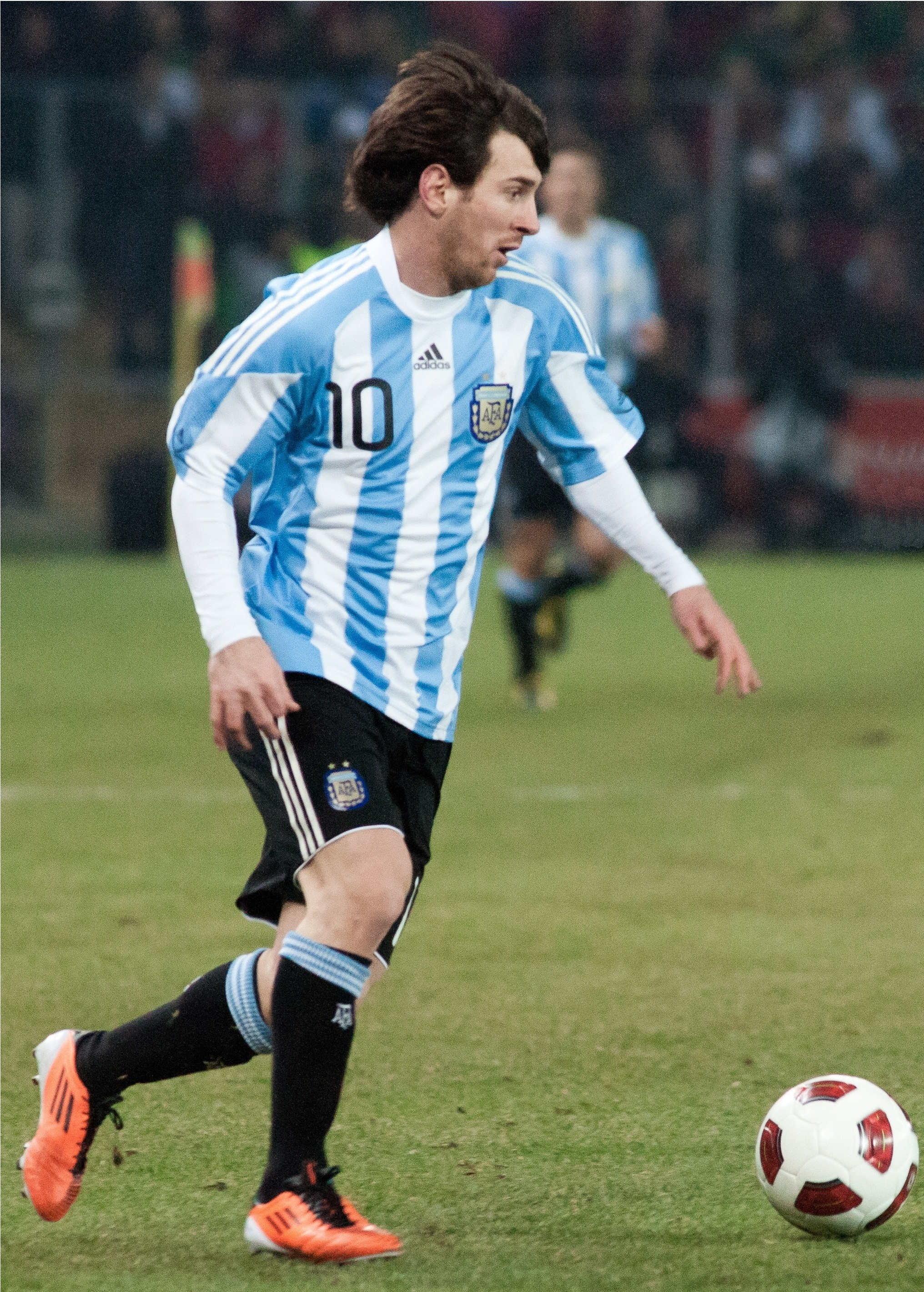
ليونيل ميسي - 2011 من مشاهير الرياضة
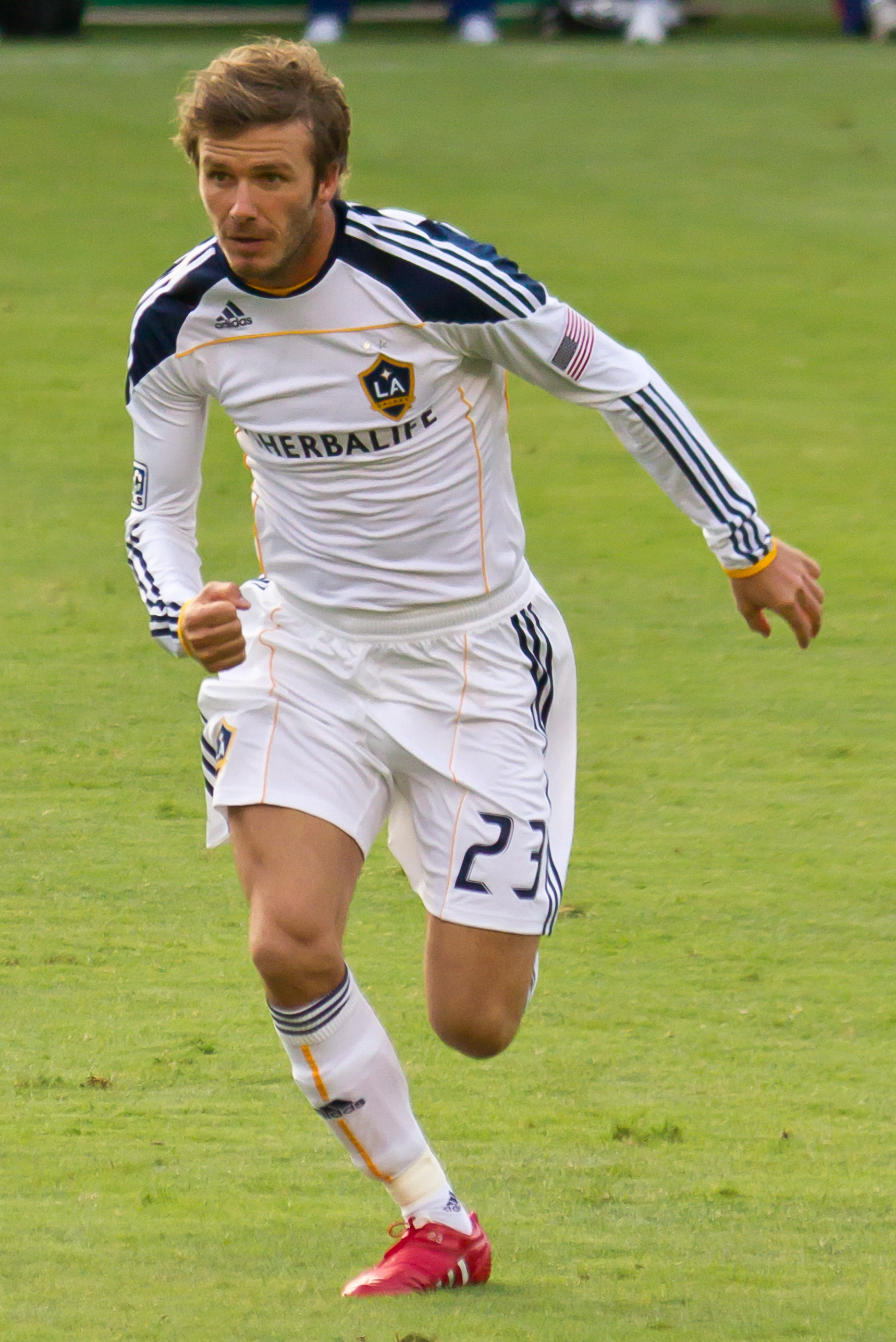
ديفيد بيكهام لاعب كرة قدم إنجليزي سابق.

## مقالات ذات صلة
- ماريان وفيفيان براون